# 普罗旺斯十字架

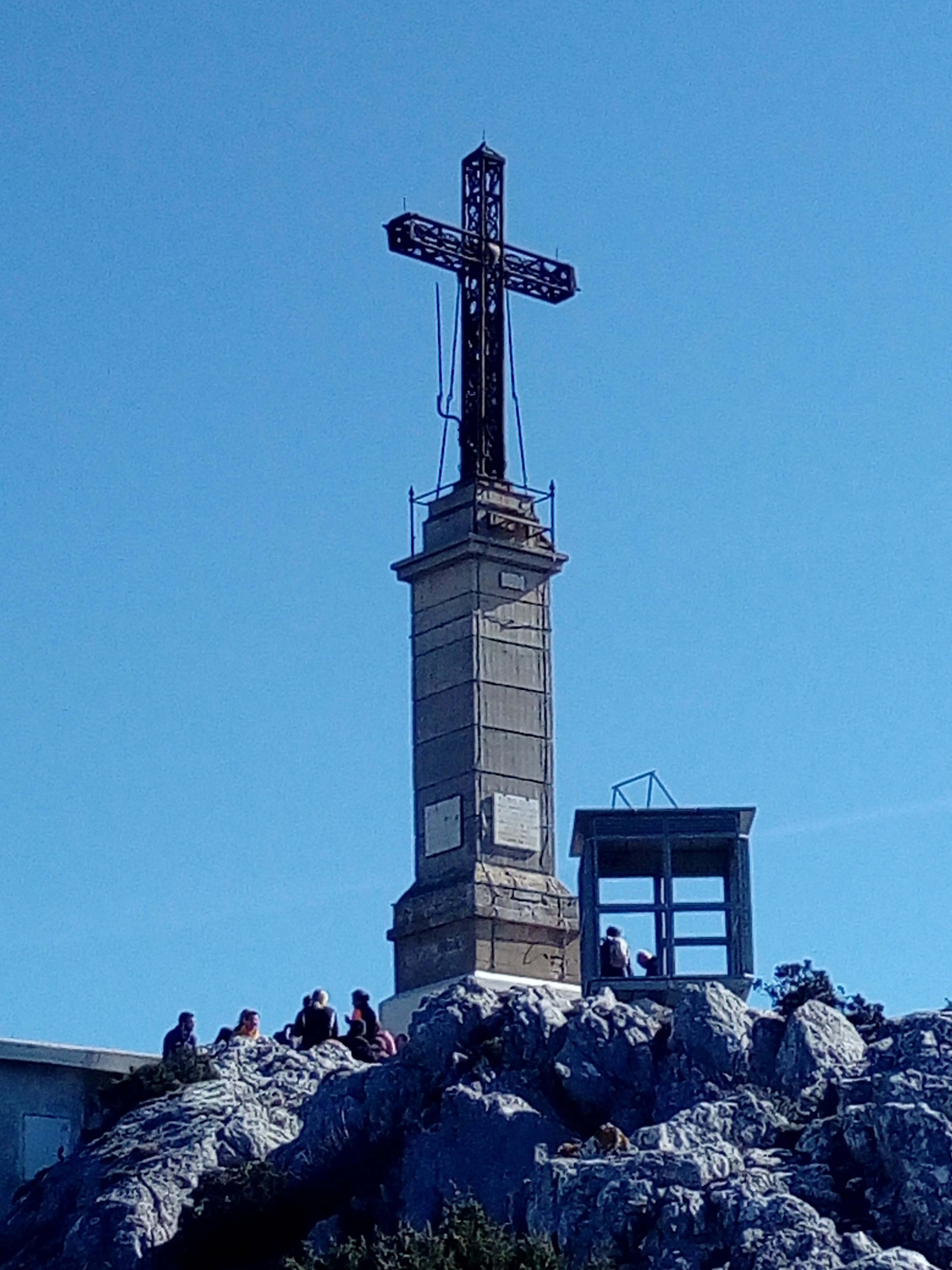

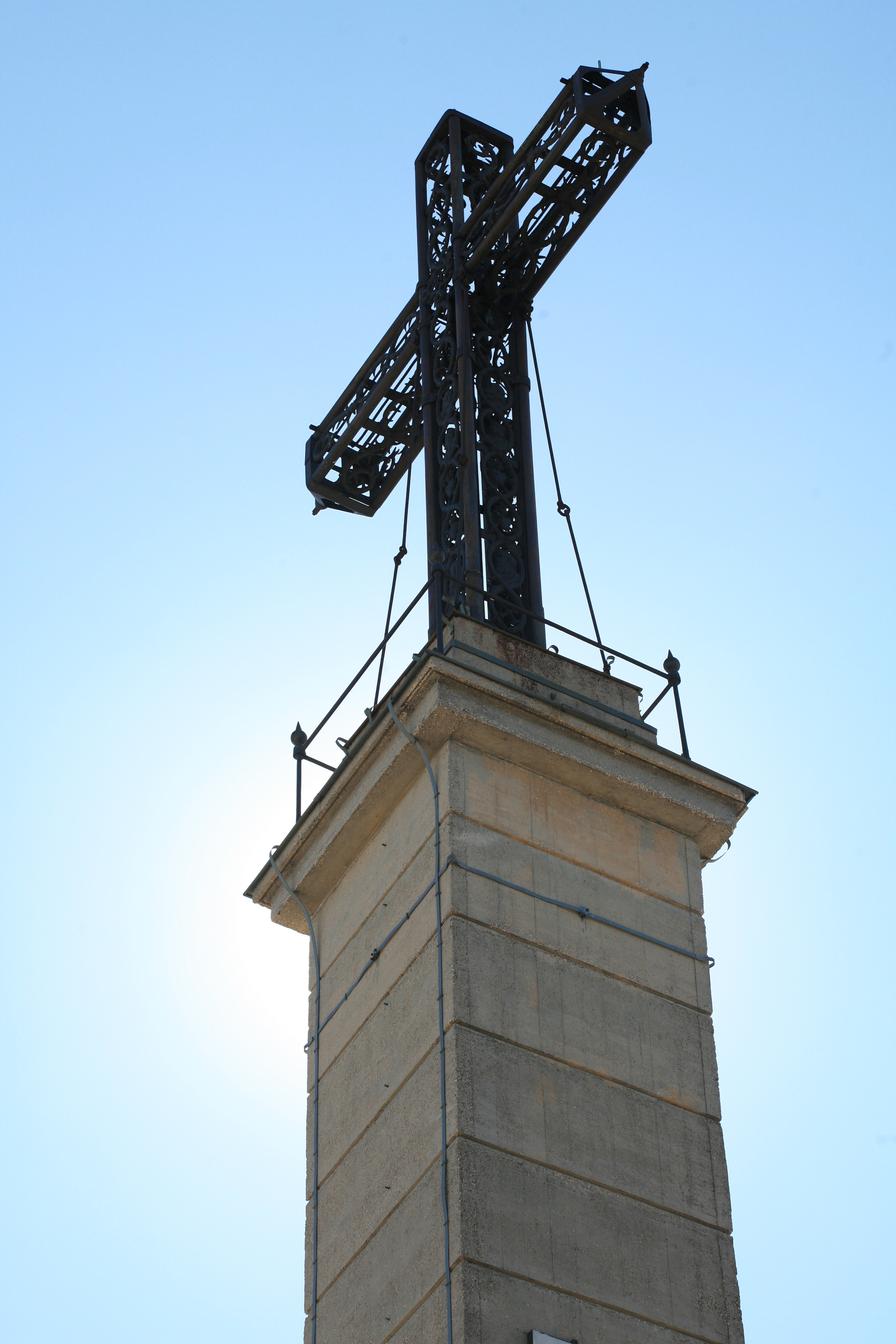

普罗旺斯十字架（Croix de Provence）位于法国罗讷河口省圣维克多山西峰的峰顶。它并非立于最高峰（海拔1011米），而是立于最醒目的峰顶（海拔946米），在周围数公里都可以看到。

## 前三个十字架
现在的普罗旺斯十字架已经是在此地点竖立的第四个十字架。前三座由于遭受了时间的摧残，不得不对其进行重建。第一个十字架由一位水手建于16世纪。他在一次海难中得以逃生，许愿将在遇到的第一座山上立起十字架。当时的十字架由木头制成，底部装饰有两个铁锚。

## 第四个十字架

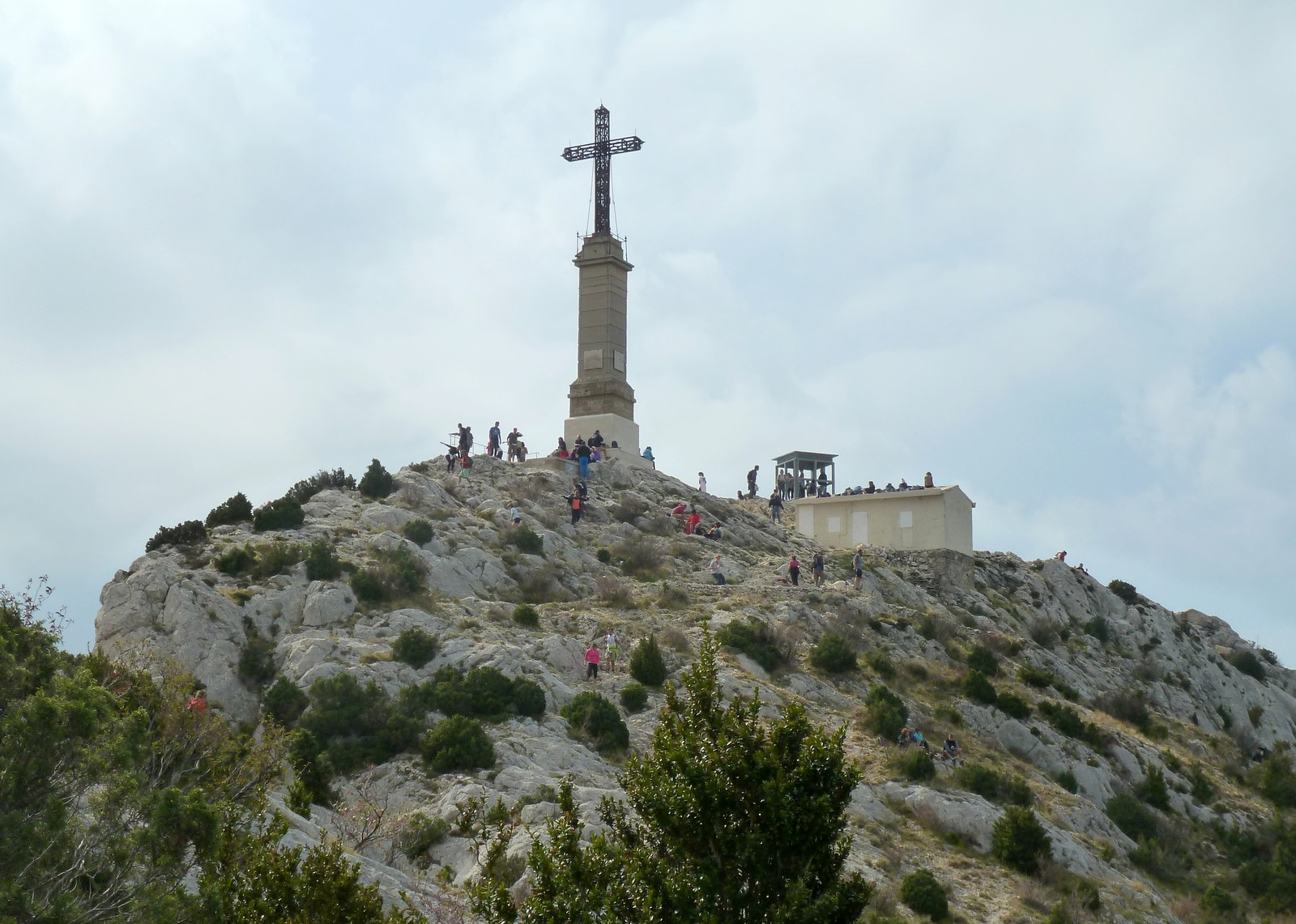

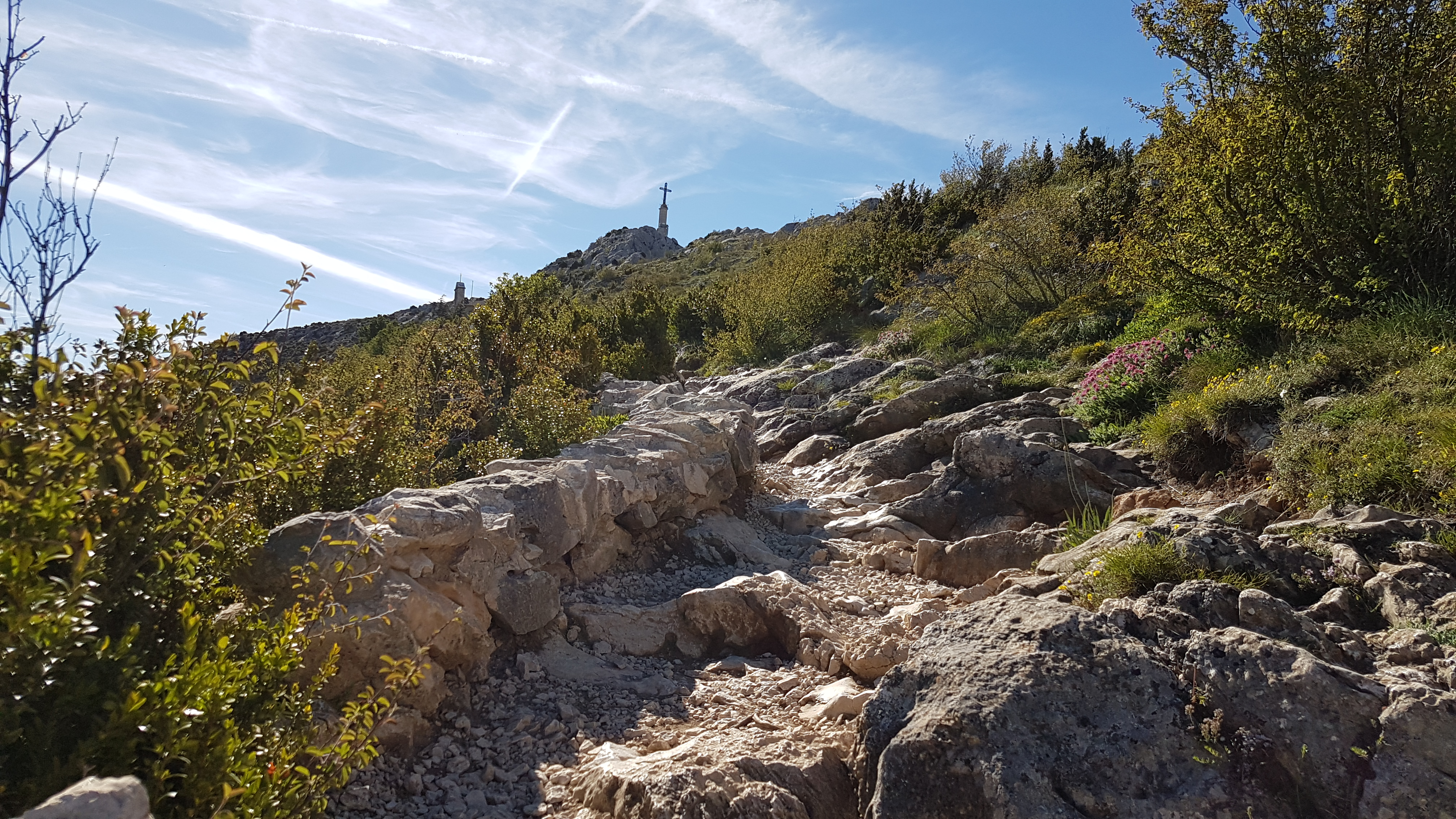
通往普罗旺斯十字架的小路

1875年5月18日，艾克斯总主教狄鐸-奧斯定·福尔卡德举行了隆重的祝圣仪式，有3000名信徒出席。底座上刻有四段铭文：
- 面向罗马，铭文使用拉丁语
- 面向巴黎，铭文使用法语
- 面向马赛，铭文使用希腊语
- 面向普罗旺斯地区艾克斯，铭文使用普罗旺斯语 : [2]. »